# Ley de dignidad humana y libertad
Ley de dignidad humana y libertad es el nombre con el que se conoce una de las leyes fundamentales de Israel. El propósito de esta Ley Fundamental es proteger la dignidad humana y la libertad, a fin de establecer en una Ley Básica los valores del Estado de Israel.